# Watashi no Hatsukoi wa Hazukashisugite Dare ni mo Ienai
Watashi no Hatsukoi wa Hazukashisugite Dare ni mo Ienai (私の初恋は恥ずかしすぎて誰にも言えない?  lit. Mi primer amor es tan vergonzoso que no se lo puedo decir a nadie) es una serie de novelas ligeras japonesa escrita por Tsukasa Fushimi e ilustrada por Hiro Kanzaki. La serie comenzó a publicarse el sello Dengeki Bunko de ASCII Media Works el 10 de enero de 2024. Una adaptación del manga ilustrada por Jako comenzó a ser serializada en Young Animal de Hakusensha el 8 de marzo de 2024.

## Personajes
Chiaki Yasumi (八隅 千秋 Yasumi Chiaki?)
El protagonista que se convirtió en una niña al entrar en la escuela secundaria.
Kaede Yasumi (八隅 楓 Yasumi Kaede?)
La hermana gemela de Chiaki, que tiene una personalidad genial.
Yūko Yasumi (八隅 夕子 Yasumi Yūko?)
La hermana mayor de Chiaki y Kaede, que es una científica loca.
Mei Nishiarai (西新井 メイ Nishiarai Mei?)
Amigo de Chiaki de la infancia y popular estudiante en su clase.

## Contenido de la obra

### Novelas ligeras
Watashi no Hatsukoi wa Hazukashisugite Dare ni mo Ienai es escrita por Tsukasa Fushimi e ilustrada por Hiro Kanzaki, quienes comenzaron a publicarla el 10 de enero de 2024 por ASCII Media Works bajo su sello Dengeki Bunko. Hasta el momento se han lanzado tres volúmenes.
| Volúmenes de novelas ligeras publicadas | Volúmenes de novelas ligeras publicadas | Volúmenes de novelas ligeras publicadas |
| Número                                  | Fecha de lanzamiento                    | ISBN                                    |
| --------------------------------------- | --------------------------------------- | --------------------------------------- |
| 1                                       | 10 de enero de 2024                     | ISBN 9784049154412                      |
| 2                                       | 10 de mayo de 2024                      | ISBN 9784049155907                      |
| 3                                       | 8 de noviembre de 2024                  | ISBN 9784049158564                      |

### Manga
| Volúmenes de novelas ligeras publicadas | Volúmenes de novelas ligeras publicadas | Volúmenes de novelas ligeras publicadas |
| Número                                  | Fecha de lanzamiento                    | ISBN                                    |
| --------------------------------------- | --------------------------------------- | --------------------------------------- |
| 1                                       | 29 de octubre de 2024                   | ISBN 9784592164371                      |